# Mike Flanagan
Mike Flanagan (Salem, Massachusetts, 20 de mayo de 1978) es un director, guionista y productor de cine estadounidense.

## Carrera
Es reconocido por dirigir principalmente películas de terror como Absentia (2011), Oculus (2013), Hush, Before I Wake, Ouija: Origin of Evil (ambas de 2016), Gerald's Game (2017) y Doctor Sueño (2019). 
Flanagan también creó, produjo y dirigió la serie de televisión de Netflix The Haunting of Hill House (2018), basada en la novela homónima de la autora Shirley Jackson, y The Haunting of Bly Manor (2020), basada en la novela The Turn of the Screw de Henry James y estrenada en la plataforma de Netflix en el mes de octubre.
El trabajo de Flanagan ha atraído elogios de la crítica por su dirección, su enfoque en los personajes y el debido uso de los Sustos repentinos. Stephen King y William Friedkin, entre otros, han elogiado su obra. Está casado con la actriz Kate Siegel, quien ha aparecido en varias de sus películas y series de televisión.
En 24 de septiembre del 2021 se estrenaría Misa de Medianoche, un año después, el 7 de octubre del 2022, The Midnight Club, la cual es una cocreación de Leah Fong. El 12 de octubre de 2023 se estrenaría La caída de la casa Usher, siendo hasta el momento la última de sus producciones para Netflix.

## Filmografía

### Cine y televisión
| Título                         | Año  | Director | Escritor | Editor | Productor | Notas                |
| ------------------------------ | ---- | -------- | -------- | ------ | --------- | -------------------- |
| Makebelieve                    | 2000 | Sí       | Sí       | Sí     | No        | Película estudiantil |
| Still Life                     | 2001 | Sí       | Sí       | Sí     | Sí        | Película estudiantil |
| Ghosts of Hamilton Street      | 2003 | Sí       | Sí       | Sí     | No        | Película estudiantil |
| Oculus: Chapter 3              | 2006 | Sí       | Sí       | Sí     | Sí        | Cortometraje         |
| Absentia                       | 2011 | Sí       | Sí       | Sí     | Sí        |                      |
| Oculus                         | 2013 | Sí       | Sí       | Sí     | No        |                      |
| Hush                           | 2016 | Sí       | Sí       | Sí     | No        |                      |
| Ouija: El origen del mal       | 2016 | Sí       | Sí       | Sí     | No        |                      |
| Before I Wake                  | 2016 | Sí       | Sí       | Sí     | No        |                      |
| Dobaara: See Your Evil         | 2017 | No       | No       | No     | Sí        |                      |
| Gerald's Game                  | 2017 | Sí       | Sí       | Sí     | No        |                      |
| The Haunting of Hill House     | 2018 | Sí       | Sí       | Sí     | Sí        | Serie                |
| Doctor Sleep                   | 2019 | Sí       | Sí       | Sí     | No        |                      |
| The Haunting of Bly Manor      | 2020 | Sí       | Sí       | Sí     | Sí        | Serie                |
| Midnight Mass                  | 2021 | Sí       | Sí       | Sí     | Sí        | Serie                |
| The Midnight Club              | 2022 | Sí       | Sí       | Sí     | Sí        | Serie                |
| The Fall of the House of Usher | 2023 | Sí       | Sí       | Sí     | Sí        | Serie                |
| Clayface                       | 2026 | No       | Si       | No     | No        | Película             |